# Hittar Cuesta
Hitler Cuesta, más conocido como Hittar Cuesta (Loja, Ecuador, 24 de febrero de 1971 - Quito, 11 de marzo de 2018) fue un guitarrista reconocido dentro de la escena roquera ecuatoriana.

## Biografía
Nacido en Loja, capital de la provincia homónima ecuatoriana y ciudad de gran tradición musical, Hittar Cuesta empezó a tocar la guitarra desde la infancia, continuando durante su adolescencia bajo la influencia de los sonidos de Led Zeppelin, Eric Clapton, Joe Satriani y Steve Vai. Tras un breve paso por Cuenca se traslada hasta Quito, donde pasa a formar parte de la agrupación Soyuz Blues, junto a Johnny Gordón, quien más adelante colaboraría en su disco debut como solista.
Entre 1994 y 1998 formó parte de la agrupación Cruks en Karnak, participando del festival Rock al Parque. Tras dejar la banda pasa a formar parte de la primera alineación del grupo quiteño Falc y produce su primer álbum solista, El lenguaje de los espíritus, lanzado en el año 2000, al que seguiría varios años más tarde Dream Machine de 2013. Por esos años y hasta 2016, el músico también realizó shows en España y Francia.
En la última parte de su vida conformó las agrupaciones Zebra y posteriormente Rain Rock Band, junto a la cantante quiteña Mónica Barba, participando de la banda sonora del largometraje ecuatoriano Horas Exhaustas de 2017, dirigido por Leandro Sotomayor. También formó parte junto a Rain Rock Band y como solista de los festivales locales Semana del Rock Ecuatoriano y Al Sur del Cielo.

## Discografía
- El lenguaje de los espíritus (2000)
- Language of the Spirits (reedición en inglés, 2004)
- Dream machine (2013)

### Rain Rock Band
- Horas Exhaustas (soundtrack, 2017)

### Cruks en Karnak
- Cruks en Karnak (1995)